# Edwin H. May

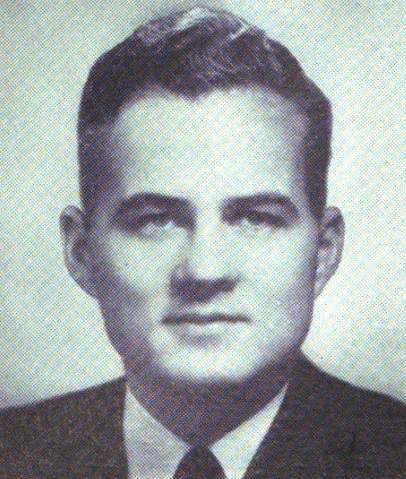
Edwin H. May, 1956

Edwin Hyland May (* 28. Mai 1924 in Hartford, Connecticut; † 20. Februar 2002 in Fort Pierce, Florida) war ein US-amerikanischer Politiker. Zwischen 1957 und 1959 vertrat er den ersten Wahlbezirk des Bundesstaates Connecticut im US-Repräsentantenhaus.

## Werdegang
Edwin May besuchte bis 1942 die Wethersfield High School. Seine weitere Ausbildung wurde durch den Zweiten Weltkrieg unterbrochen, an dem er zwischen 1942 und 1945 im Fliegerkorps der US-Armee teilnahm. Nach dem Krieg setzte er seine Studienzeit bis 1948 an der Wesleyan University in Middletown fort. Anschließend begann er in der Versicherungsbranche zu arbeiten.
Politisch war May Mitglied der Republikanischen Partei. Bei den Kongresswahlen des Jahres 1956 wurde er im ersten Distrikt von Connecticut in das US-Repräsentantenhaus in Washington, D.C. gewählt, wo er am 3. Januar 1957 die Nachfolge des Demokraten Thomas J. Dodd antrat. Da er aber bereits bei den folgenden Wahlen im Jahr 1958 gegen Emilio Q. Daddario verlor, konnte er bis zum 3. Januar 1959 nur eine Legislaturperiode im Kongress absolvieren.
Zwischen 1958 und 1962 war May Parteivorsitzender der Republikaner in Connecticut. Im Jahr 1962 bewarb er sich erfolglos um die Nominierung seiner Partei für die Gouverneurswahlen. 1965 war May Delegierter auf einer Versammlung zur Überarbeitung der Staatsverfassung von Connecticut; im Jahr 1968 strebte er erfolglos die Nominierung seiner Partei für den US-Senat an. Danach ist er politisch nicht mehr in Erscheinung getreten. Edwin May starb am 20. Februar 2002 in Florida.